# 東博諾大區
東博諾大區（英語：Bono East Region）是加納的大區，位於該國中部，首府泰奇曼，北鄰薩凡納大區，西毗博諾大區，南臨阿散蒂大區，東面是沃爾特水庫，面積22,952平方公里，2020年人口649,627人。

## 歷史
2018年12月27日迦納新大區公民投票中，以同意票448,545票（99.50%）、不同意票1,384票（0.31%）、無效票883票（0.20%）、投票率85.82%通過由布朗-阿哈福大區分出新設東博諾大區案。